# Aphonopelma gabeli
Aphonopelma gabeli är en spindelart som beskrevs av Smith 1995. Aphonopelma gabeli ingår i släktet Aphonopelma och familjen fågelspindlar. Inga underarter finns listade i Catalogue of Life.